# Utricularia benjaminiana
Utricularia benjaminiana är en tätörtsväxtart som beskrevs av Daniel Oliver. Utricularia benjaminiana ingår i släktet bläddror, och familjen tätörtsväxter. Inga underarter finns listade i Catalogue of Life.